# Ibalizumab
Ibalizumab, es  vendido bajo la marca Trogarzo, es un medicamento utilizado para tratar el VIH/SIDA. Se utiliza, junto con otros medicamentos, cuando los tratamientos estándar no son efectivos. Este medicamento se administra mediante inyección en una vena.
Los efectos secundarios de este medicamento incluyen sarpullido, diarrea, mareos, dolor de cabeza, náuseas y cansancio;  otros efectos secundarios pueden incluir el síndrome de reconstitución inmunitaria. La seguridad de este medicamento durante el embarazo no está claro. Es un anticuerpo monoclonal que se une al CD4 y evita que el VIH entre en las células.
Este medicamento fue aprobado para uso médico en los Estados Unidos en 2018 y en Europa en 2019. En Estados Unidos, la dosis inicial cuesta alrededor de 13.400 dólares estadounidenses y el tratamiento posterior alrededor de 11.000 dólares al mes. No está disponible comercialmente en el Reino Unido ni en Europa a partir de 2021.